# Orthobula mikhailovi
Espèce
Orthobula mikhailovi est une espèce d'araignées aranéomorphes de la famille des Trachelidae.

## Distribution
Cette espèce est endémique de la province du Fars en Iran,. Elle se rencontre vers Chiraz.

## Description
La femelle holotype mesure 1,9 mm et le mâle paratype 1,5 mm.

## Étymologie
Cette espèce est nommée en l'honneur de Kirill G. Mikhailov.

## Publication originale
- Zamani & Marusik, 2021 : « Three new species of spiders (Aranei) from Iran. » Caucasian Entomological Bulletin, vol. 17, no 2, p. 451-458.